# Пытель, Юрий Антонович
Юрий Антонович Пытель(1929—1998) — советский и российский уролог, профессор, член-корреспондент АМН СССР.

## Биография
В 1951 году Ю. А. Пытель окончил Сталинградский медицинский институт.
В 1955 году закончил обучение в клинической ординатуре ЦИУ по урологии.
С 1956 по 1964 год являлся ординатором и затем заведующим урологическим отделением городской больницы № 60.
В 1960 году защитил кандидатскую диссертацию «Интрамуральный нервный аппарат верхних мочевых путей человека».
В 1964 году становится ассистентом во 2-м Московском государственном медицинском институте, сейчас Российский национальный исследовательский медицинский университет имени Н. И. Пирогова.
В 1967 году избран доцентом кафедры в том же институте.
В 1969 году Ю. А. Пытель защитил докторскую диссертацию на тему «некроз почечных сосочков».
С 1969 по 1998 год Ю. А. Пытель возглавлял кафедру и клинику имени И. М. Сеченова.
В 1970 году получил звание профессора.
С 1970 по 1985 год являлся главным урологом Минздрава РСФСР.
С 1972 года возглавлял Всероссийское Общество урологов.
В 1998 году умер от рака предстательной железы. 

## Научная деятельность
Ю. А. Пытель свои научные труды посвятил изучению патогенеза и симптоматике пиелонефрита, и других заболеваний мочевыделительной системы и разработке методов диагностики и лечения этих заболеваний, а также исследованию физиологических и анатомо-функциональных особенностей мочевыделительной системы. Под руководством Ю. А. Пытеля и непосредственном участии в урологическую практику внедрен метод аутогемотрансфузии заболеваний.
Значимый вклад внес в разработку и внедрение новых лабораторных и лучевых методов диагностики урологических заболеваний почек мочевого пузыря и предстательной железы, в том числе и интра- и послеоперационных исследований, позволяющих установить ошибки при этом методе, осуществлять диспансеризацию урологических больных.
Ю. А. Пытель автор свыше 500 научных работ и монографий. Под руководством Ю. А. Пытеля подготовлено и защищено 12 докторских и 52 кандидатских диссертаций.
Похоронен на Введенском кладбище в Москве (уч. 15).

## Основные работы
- Рентгенодиагностика урологических заболеваний (1966)
- Руководстве по клинической урологии (1969)
- Избранные главы нефрологии и урологии (1970)
- Основы нефрологии (1972)
- Неотложная урология (1985)
- Физиология человека. Мочевые пути (1986)
- Ошибки и осложнения при рентгенологическом исследовании почек и мочевых путей (1987)

## Семья
- Мать — Пытель Варвара Михайловна
- Отец — Пытель Антон Яковлевич